# Pavones (metrostation)
Pavones is een metrostation in het stadsdeel Moratalaz van de Spaanse hoofdstad Madrid. Het station werd geopend op 31 januari 1980 en wordt bediend door lijn 9 van de metro van Madrid.